# 2002–2003-as magyar női labdarúgó-bajnokság (első osztály)
A magyar női labdarúgó-bajnokság első osztályában 2002–03-ban hat csapat küzdött a bajnoki címért. A tizenkilencedik hivatalos bajnokságban a Femina szerezte meg a bajnoki címét sorozatban harmadszor.

## Végeredmény
| #  | Csapat                  | M  | GY | D | V  | G+ – G– | GK  | P  | Megjegyzések                          |
| -- | ----------------------- | -- | -- | - | -- | ------- | --- | -- | ------------------------------------- |
| 1. | Auto-Trader-FeminaCV    | 20 | 15 | 2 | 3  | 69–16   | +53 | 47 | 2003–2004-es UEFA női bajnokok ligája |
| 2. | László Kórház           | 20 | 13 | 3 | 4  | 49–32   | +17 | 42 |                                       |
| 3. | Viktória FC-Szombathely | 20 | 9  | 5 | 6  | 26–22   | +4  | 32 |                                       |
| 4. | MTK Hungária FCÚ        | 20 | 7  | 3 | 10 | 28–26   | +2  | 24 |                                       |
| 5. | Miskolci VSC            | 20 | 5  | 2 | 13 | 22–48   | −26 | 14 |                                       |
| 6. | Győri ETO               | 20 | 2  | 3 | 15 | 15–65   | −50 | 9  |                                       |
| 7. | Renova                  | 0  | 0  | 0 | 0  | 0–0     | 0   | 0  | törölve                               |

Utolsó frissítés: 2003. június 30. 
Forrás: RSSSF - Hungary (Women) 2002/03 
A rangsorolás alapszabályai: 1. összpontszám, 2. győzelmek száma, 3. egymás elleni eredmények összpontszáma,  4. egymás elleni eredmények gólkülönbsége, 5. egymás elleni eredmények szerzett góljainak száma 6. gólkülönbség, 7. szerzett gólok száma.
(B): Bajnokcsapat, (K): Kieső csapat, (F): Feljutó csapat, (I): Kupainduló, (R): A rájátszás győztese, (KGY): Kupagyőztes

## A góllövőlista élmezőnye
| Gól                                                                                                | Név         | Csapat       |
| -------------------------------------------------------------------------------------------------- | ----------- | ------------ |
| 22                                                                                                 | Pádár Anita | 1. FC Femina |
| Forrás: Futballévköny 2003, I. Magyar labdarúgás, Aréna 2000 Kiadó, Budapest, 2004, ISSN 1585-2172 |             |              |